# John Sweets
Pour les articles homonymes, voir Sweets.
John F. Sweets (prononciation en anglais américain : /ˈdʒɑn ˌswits/) est un historien américain étudiant l'histoire contemporaine de la France et spécialisé dans la France de Vichy, la Résistance française et la France occupée. 

## Biographie
John F. Sweets est diplômé de l'Université d'État de Floride. Il a obtenu son doctorat à l'Université de Duke, en 1972.

## Carrière
Sweets a enseigné à l'Université du Kansas depuis 1972 et à l'Université de Besançon. Il est aujourd'hui professeur émérite d'histoire à l'Université du Kansas et est également meneur d'études aux Smithsonian Journeys.
En 1969, John Sweets vint mener des recherches en France pendant une année ; il bénéficia du soutien d'Henri Michel et du Comité d'Histoire de la 2ème Guerre mondiale et put, après avoir acquis la confiance d'Alban Vistel, accéder à ces riches archives renfermant les correspondances avec les chefs régionaux des MUR. Ceci donna lieu au premier ouvrage de John Sweets, The Politics of Resistance in France, qui à travers l'exemple des Mouvements unis de la Résistance, le plus important mouvement en zone sud, s'attachait à démontrer que la Résistance avait été en tout point aussi importante, voire davantage, pour ses activités politiques que pour ses actions militaires.
Deux ans plus tard, John Sweets fut incité à exploiter les archives départementales du Puy-de-Dôme qui étaient décrites par Henri Michel, secrétaire du Comité d'Histoire de la 2ème Guerre mondiale, comme riches et ouvertes. L'auteur entendait à travers l'exemple de Clermont-Ferrand appréhender comment la population avait réagi face à l'Occupation, le Régime de Vichy et la Résistance. Mais rapidement, à la lecture des archives, il eut le sentiment que ce qui avait été vécu en Auvergne pouvait grandement ressembler à ce qui s'était passé ailleurs, espérant ainsi tirer des conclusions d'une valeur générale de ce travail. 
Terminé dès 1979, l'ouvrage tiré de ces recherches, Choices in Vichy France: The French Under Nazi Occupation, est paru en 1986 aux États-Unis. Il explore les attitudes de la population d'une ville, Clermont-Ferrand à l'égard du gouvernement de Vichy, de la Résistance française et de l'occupation allemande pendant la Seconde Guerre mondiale. Dès sa parution en Amérique, cet ouvrage fut considéré par les meilleurs spécialistes comme un ouvrage majeur. Alors que l'auteur avait achevé son manuscrit dès 1979, il fallut attendre 1986 pour que son travail paraisse en anglais et dix ans de plus pour qu'un éditeur français le publie, preuve de la grande difficulté à pouvoir faire paraître des ouvrages novateurs sur cette question. 
C'est l'opposition de plusieurs historiens influents dans les milieux parisiens qui avait pesé dans le retard pris pour la publication de cette traduction. À sa sortie en France, on salua la rigueur du travail réalisé auprès des archives et la vision nuancée de la population clermontoise dont le film de Marcel Ophuls, Le Chagrin et la pitié, avait donné une image assez négative. On reprocha néanmoins à John Sweets un manque d'originalité dans l'étude de l'opinion publique ou le manque de prise en compte des nouveaux champs de l'historiographie. Mais c'était là ne pas suffisamment tenir compte du fait que l'ouvrage avait été achevé quinze ans plus tôt.
L'auteur subira de nombreuses critiques d'anciens résistants, en particulier Gilles Lévy, lui-même auteur de la première tentative de synthèse sur l'histoire de la Résistance en Auvergne, en 1974. Gilles Lévy dénia le droit à un historien américain né après-guerre et « qui ne sait rien de la Résistance à Clermont-Ferrand » d'écrire l'histoire de la Résistance. En réalité, seul un chapitre sur huit concernait la Résistance, un chapitre qu'a posteriori, John Sweets regretta d'avoir écrit. Gilles Lévy affirma qu'il « faut fonder l'histoire de la Résistance sur les témoignages des survivants ». Les mêmes critiques ont été adressées à l'historien Eugène Martres après sa thèse et ensuite ses nombreux travaux - qui font référence chez les universitaires -  sur l'histoire de la Résistance dans le Cantal. La vision nuancée de John Sweets sur l'impact du maquis du Mont-Mouchet pour bloquer les troupes allemandes au moment du débarquement lui a valu également des réactions hostiles lors de sa venue à Clermont-Ferrand. Son analyse, plutôt négative, de l'appel au Mont-Mouchet, avait en partie été influencée par celui qui était devenu son ami, l'ancien responsable départemental du Front national de lutte pour la libération et l'indépendance de la France, Alphonse Rozier.
John Sweets avait aussi dans son ouvrage contesté les conclusions de Robert Paxton qui minimisaient la part des Résistants, John Sweets étant amené à suggérer de définir la notion de résistance de façon plus large, pour prendre en compte toutes les formes de Résistance ou d'aides à la Résistance.
Le titre choisi par l'éditeur français est bien différent de sa version américaine qui visait à donner une dimension nationale aux conclusions apportées par John Sweets à la lumière du cas de Clermont-Ferrand et sa région. Et plus qu'à une simple monographie régionale comme le laisse entendre le titre en français, c'est bien à un ouvrage de référence sur la façon dont les autorités françaises et allemandes, les milieux économiques et sociaux, ont réagi face à l'Occupation que l'historien américain propose avec un très important sens de la nuance. Sa thèse avait été le premier ouvrage de référence en anglais sur l'évolution d'un des principaux courants de la résistance en France : les Mouvements Unis de la Résistance.

## Publication
- (en) The Politics of resistance in France, 1940-1944 : a history of the "Mouvements unis de la Résistance", 1976
- La police et la population dans la France de Vichy : une étude de cas conforme et fidèle, Guerres mondiales et conflits contemporains, n° 155, Juillet 1989, p. 63-73.
- L'évolution de l'opinion de 1940 à 1944 : le régime de Vichy et l'opinion publique en Auvergne. In. Le Régime de Vichy et les Français, colloque Paris, 11-13 juin 1990, Institut d'Histoire du Temps présents, CNRS, 15 p. dactyl.
- John Sweets (trad. de l'anglais par René Guyonnet), Clermont-Ferrand à l'heure allemande [« Choices in Vichy France: The French Under Nazi Occupation »] [« Choix dans la France de Vichy : les Français sous l'occupation nazie »], Paris, Plon, 1er septembre 1996, 286 p. (ISBN 2-259-18336-0, EAN 978-2259183369)
- Clermont-Ferrand et les maquis . In. François Marcot (éd.), La Résistance et les Français. Lutte armée et maquis : colloque international de Besançon, 15-17 juin 1995, Paris, Les Belles Lettres, 1996, p. 315-326.
- The Resistance in Clermont-Ferrand and in Auvergne, In. Francois-G. Deyfus (éd.), Unrecognized Resistance : The Franco-American Experience in World War Two, New Brunswick, London, Transaction Publishers, 2004, p. 57-66.
- Chaque livre un événement : Robert Paxton et la France, du briseur de glace à l'iconoclaste tranquille. In, La France sous Vichy : autour de Robert O. Paxton (Paris, 2004)
- Les historiens anglo-américains et la Résistance française In. Laurent Douzou (dir.), Faire l’histoire de la Résistance [en ligne]. Rennes : Presses universitaires de Rennes, 2010 (généré le 21 novembre 2021). Disponible sur Internet : <http://books.openedition.org/pur/128829>.  (ISBN 9782753567252). DOI : https://doi.org/10.4000/books.pur.128829.